# Quake 4
Quake 4 es el cuarto videojuego de la serie de videojuegos de disparos en primera persona, "Quake". Ha sido desarrollado por Raven Software y distribuido por Activision. Raven Software ha colaborado con Id Software (los desarrolladores de la serie Quake en el pasado) quienes, para este juego, han supervisado su desarrollo y proporcionado el motor gráfico de Doom 3, con el que ha sido construido. Quake 4 fue publicado el 18 de octubre de 2005 para PC. Existe además una versión para Xbox 360.
Como parte de la celebración del QuakeCon 2011, Quake 4 fue lanzado en formato digital por primera vez en la plataforma de distribución digital de videojuegos Steam el 4 de agosto de 2011.
La historia de la serie salta de Quake II a Quake 4, debido a que Quake III no fue una continuación; se centró en el modo multijugador en línea y el modo para un solo jugador estaba muy limitado, ya que era esencialmente el modo multijugador salvo porque los contrincantes eran bots (personajes manejados por el ordenador). Por otra parte, cabe aclarar que ninguno de estos tres juegos está relacionado con el primer Quake de la serie, excepto por el nombre, el emblema y algunas armas.

## Juego

### Un solo Jugador
El modo para un único jugador de Quake 4 continúa la historia desarrollada en Quake II, poniendo al jugador en una guerra contra unos cyborgs extraterrestres conocidos como Stroggs. El juego continúa la historia de un marine llamado Matthew Kane, el primer protagonista con nombre en la saga Quake, aunque se cree que el nombre del marine de Quake 2 es "Bitterman", ya que es el nombre que aparece en la cápsula en la que llega a "Cerebron" ) que es miembro de una unidad militar conocida como pelotón Rhino. La misión de los marines es asegurar el planeta Stroggos, mundo natal de los Stroggs, y destruir al nuevo Makkron pero su nave es derribada y aquí es cuando comienza la acción.

En el juego se pueden pilotar varios vehículos militares introducidos a través del juego y, en ocasiones, habrá combates de pelotones cuando el pelotón Rhino u otros, cómo el tejón o el víbora, luchen junto a ti. Estos pelotones incluyen médicos y técnicos que pueden curarte o reparar tu armadura.
Mientras avanzamos en el juego se nos presentarán nuevos enemigos y nuevos jefes, también encontraremos nuevas armas con las que podremos aniquilar a los Stroggs.
Cuando aproximadamente se ha recorrido la tercera parte del juego, Kane será capturado y parcialmente "Stroggificado" -- es decir, convertido en un Strogg -- pero el proceso es interrumpido por los marines y no será activado cómo Strogg, por lo que Kane recuperará su libertad. Esto añadirá nuevas habilidades a Kane, como la posibilidad de entender las comunicaciones Strogg, además de ser más ágil y tener más salud y escudo. Con esta habilidad el juego mantiene una mejor dificultad.

### Enemigos
- Berserker: Este Strogg cuenta con una especie de espada y una maza.

- Transferencia Fallida: Estos Strogg se presentan en dos tipos: "Zombie" y con arma. El "Zombie" es lento pero puede atacar cuerpo a cuerpo y vomitar ácido. El armado cuenta usualmente con una escopeta. Si se les dispara a la cintura se parten en dos pero siguen atacando.

- Gladiador: Estos imponentes Stroggs poseen un cañón en su hombro y un escudo energético que los protegen de disparos. Su puntos débiles son los pies, y además es más vulnerable cuando no lleva el escudo activado.

- Grunt: Estos enemigos pueden asestar golpes muy poderosos al jugador. Su aspecto es de una calavera con tres ojos verdes o rojos y cuentan con ametralladoras en sus hombros.

- Artificiero o Zapador: Son unos de los más peligrosos en el inicio del juego, ya que son difíciles de matar con armas comunes. Sus armas son: un lanzacohetes que resulta bastante peligroso y granadas.

- Dama de Hierro: Mujeres Strogg con garras, lanzacohetes y un grito desorientador. Vuelan y se pueden teletransportar.

- Científico: Los científicos Strogg aparecen a partir de la fase de "Stroggificación". Atacan cuerpo a cuerpo con unos ganchos y sueltan ácido en el suelo. Al igual que las damas de hierro, vuelan.

- Centinela: Suelen aparecer en lugares abiertos o muy amplios. Como armas sólo cuenta con dos Hiperblasters, pero de gran potencia. Nunca aparecen solos y son capaces de volar. Pueden llegar a ser muy molestos en ocasiones.

- Marine Strogg: Los más comunes en todo el juego. Aparecen siempre en grupos y son débiles. Pueden llevar metralleta, hyperblaster y escopeta.

- Transferencia Táctica o Strogg Táctico: Son la élite de los Strogg, capaces de planear emboscadas. Tienen un color anaranjado y son muy peligrosos. Te transformas en un Strogg de esta clase.

- Heavy Hovertank: Estos Strogg de gran musculatura pueden volar. Su arma principal es un cañón gigante en el brazo que dispara misiles teledirigidos hacia ti. Empiezan a aparecer cuando montas un Aerotanque.

- Stream Protector: Estos Strogg son parecidos a una araña. Tienen Hyperblaster y lanzacohetes. La primera vez que aparecen es antes de luchar con el Makkron por primera vez.

- Tanque Ligero: Estos enormes Strogg son los que representan un tipo de general principal sobre las unidades comunes. Pueden lanzar un rayo increíblemente potente y pueden golpear con una maza. Estos pueden causar un daño extremadamente potente si no se los ataca por un segundo.

- Teleport Dropper: Estos Strogg se mueven a cuatro patas y sueltan cápsulas de las que salen nuevos Strogg. Siempre huye de ti y cuenta con un Hyperblaster.

- Cosechador: Los Strogg más grandes, parecidos a una araña. Cuentan con Hyperblaster, misiles teledirigidos, tentáculos eléctricos (solo los usa si te encuentras bajo él). Puede clavar sus patas en los vehículos. Solo se pueden matar cuando estás montado en un aerotanque o un caminante.

- Torreta Gota: Debe su nombre a que cae del cielo a una velocidad increíble y tienen un escudo protector alrededor suyo, solo tienen Hyperblasters y son fáciles de eliminar.

- Torreta Esfera: Son unas esferas que son transportadas. Dan vueltas por el terreno y se paran y abren para disparar.

- Avispa o Avispón: Estos enemigos son los primeros en enfrentarse cuando estás en el aerotanque. Sus ataques son lanzar bombas desde su parte de abajo y una ametralladora. Tienen un aspecto como de avión o helicóptero con cuatro patas.

- Robot de Reparación: Estos bots rojos no se consideran enemigos ya que nunca atacan pero al final recargan el escudo del Nexo, convirtiéndolo en un estorbo. Pueden destruirse fácilmente.

En el juego también aparecen "nidos" de enemigos, de los cuales salen enemigos de manera ilimitada hasta que son destruidos. Para destruirlos es necesario unas bolas azules: son teletransportadores Strogg. Destrúyelos. Si siguen apareciendo, busca un Strogg que vaya a cuatro patas (como un perro). Destrúyelo. Si siguen apareciendo, ya se acabarán.

### Armas
En Quake 4 se han modificado algunas armas, incluyendo nuevas y eliminando otras. En Quake 2 la escopeta, la ametralladora y el hiperbláster tenían una versión más potente que se conseguía al avanzar en el juego (en Inglés: "SuperShotgun" , "Chaingun" y "BFG10K"). Han sido eliminadas y sustituidas por mejoras en la misma arma o, en el caso de la BFG10K, por otra arma definitiva. Las armas y sus mejoras aquí abajo:
- Bláster. Es el arma básica de los marines, con munición ilimitada. Si se mantiene apretado el botón de disparo, efectúa un disparo cargado. Tiene una linterna incorporada bajo el cañón.
- Ametralladora. Es otra de las armas de los marines, con dos modos de fuego. Un modo completamente automático y un modo semiautomático en el que los disparos son más potentes y precisos. Al igual que el bláster tiene una linterna acoplada. Los cargadores son de 40 balas, más tarde se consigue la mejora con la cual los cargadores contienen 80 balas. En total, siempre puedes llevar hasta 300 balas. También es usada por algunos Strogg débiles.
- Escopeta. Es una arma marine más efectiva en combates cercanos. Su tiempo de recarga es lento. Capacidad para 8 cartuchos al principio, más tarde la mejora permite recargar el arma por cargadores de 10 cartuchos. Munición total: 50 cartuchos. Al igual que la ametralladora, también es usada por algunos Strogg débiles.
- Hiperbláster. Otra arma automática usada por los marines. Cuando recibes la mejora no se aumenta el cargador sino que los impactos rebotan y se pueden usar para disparar de carambola. Usa baterías de 60 disparos. En total se puede llevar energía para 400 disparos; es una de las armas que más munición tiene. También es usada por los Strogg.
- Lanzagranadas. El arma en si es marine, pero algunos Strogg lleva una incorporada. Con cargador de 8 granadas, puede llevar en total 50 granadas. Eres el único marine al que se ve usando una; no tiene mejora.
- Pistola de clavos. Es una arma Strogg que, como su nombre lo indica, lanza clavos. En Quake I se le llamaba "nailgun" y también contaba con una versión mejorada. Tiene un cargador de 50, inicialmente. Con la primera mejora se incluye un visor con el que se puede fijar al objetivo y los clavos van teledirigidos. En la segunda, la cantidad de clavos en el cargador sube a 100 y aumenta la velocidad de disparo. En total puedes llevar 300 clavos. Los Strogg fuertes llevan una al hombro.
- Lanzacohetes. Arma Strogg que suelen llevar los que tienen escudo y las damas de hierro. Al principio tiene una capacidad de 40 cohetes y con la mejora son teledirigidos, pero se cargan de 3 en tres en el cargador del arma. No hay ningún marine aparte de ti que tenga uno.
- Cañón magnético. Es una arma Strogg que dispara un rayo verde. En Quake II dispara cargas de uranio (railgun). Tiene una capacidad de 3 disparos y una capacidad total de 50. Con la mejora los disparos son más potentes y precisos en el modo secundario. La usan tanto Strogg débiles como los más fuertes, los cuales la tienen incorporada (sobre todo la usan los Strogg tácticos).
- Pistola de rayos. Es una arma 100% Strogg y sólo hay una en el juego. Su munición son las bobinas, tiene una capacidad de 400. Es una de las armas que más munición tiene, pero también una de las que más rápido la gasta. Es literalmente un rayo que impacta en el enemigo. Si se mantiene el disparador, con la mejora el rayo puede saltar también a algún strogg que esté cerca. Los enemigos que tienen la espada eléctrica tienen una arma parecida. Es un arma que originalmente apareció en Quake I, pero no hizo ningún tipo de aparición en Quake II.
- Pistola de materia oscura. Es el arma más potente del juego. Solamente la tienen los jefes más grandes (Voss y el Makkron) y tú. Tiene una capacidad de 25 disparos. Destruye todo lo que encuentra a su paso, pero la recarga es lenta. Cuando la consigues, salen un montón de Strogg por todas partes. La única desventaja es la escasa munición que hay para el arma.
- Guantelete. Es una sierra mecánica que se acopla al brazo. Sólo se usa en el modo multijugador y sustituye al bláster. En el modo historia sólo se ve en la fase de la "Stroggificación".

### Vehículos
No todos los vehículos que hay en el juego pueden ser controlados por el jugador. Aquí hay una lista de los más importantes:
- Patton. Es la nave grande en la que el jugador va al principio del juego.
- Hannibal. Es el centro de mando móvil en el jugador va a las reuniones y consigue las mejoras de la ametralladora y la escopeta.
- Camiones de carga. Son los vehículos en los que te montas después de la primera reunión en el Hannibal. Algunos cuentan con ametralladora. Usas dos en el juego, uno con ametralladora y otro sin ella. En ningún momento son controlables.
- Tanques aéreos o Aerotanques. Son tanques que se deslizan por el aire a una determinada altura. Cuentan con ametralladora y misiles infinitos, aunque estos últimos deben ser recargados tras cada disparo. Lo usas una vez en la historia.
- Caminantes. Son estructuras de metal con patas y ametralladora infinita. También cuentan con 6 misiles que, al gastarse, se recargan. También tienen linterna. A lo largo de la historia, hay uno disponible para su uso.
- Tranvía. Son unos vehículos que van suspendidos en unos raíles. Es el único transporte Strogg que se usa en el juego. Dispone de ametralladora, ya que es necesaria en la fase en que se usa este transporte.
- Aviadores o Naves de Carga. Naves strogg de transporte de tropas, con ametralladora incluida. Nunca llegas a pilotar una, pero aparecen varias veces en el juego en especial en la misión de destruir el hangar.
- Naves de transporte. Nave el la que el jugador viaja al principio del juego y tras la invasión Strogg del Hannibal, ambas veces con un aterrizaje poco fortuito. Se ven numerosas veces en el juego.

### Jefes
En Quake 4 hay zonas en las que te encuentras con jefes de la zona. A algunos su vida se ve en una barra naranja en la parte de arriba de la pantalla, algunos tienen también una barra azul alrededor de la naranja: es el escudo.
- Makkron Primer Encuentro Tras la destrucción del Makkron de Quake 2, los Strogg crearon un nuevo Makkron, el cual aparece como un ser arácnido gigante. Al hacerle suficiente daño te atraerá hacia el, luego te noqueará y pasarás a las instalaciones médicas Strogg. Sus ataques son un cañón de Materia Oscura, Lanzagranadas e Hiperblaster. Tiene 1400 puntos de salud. En versiones anteriores del juego, a veces ocurría una especie de error, derrotando al Makkron. Si lo derrotabas entraba a la sala otro Makkron, si lo derrotabas entraba a la sala un Gladiador, y si lo derrotabas entraba otro Gladiador. No se sabe si al derrotar a este último Gladiador vendría otro enemigo. Este error se corrigió en versiones posteriores, haciendo que sea imposible derrotar al Makkron.
- Procesador de Stroyent Es un Strogg gigante que se encarga de la digestión de marines muertos para crear Stroyant. Lo que debes hacer es primero subir, esquivando sus cuchillas, luego accedes a un cuarto donde presionas un botón para alimentarlo, la sobrealimentación producirá la explosión del estómago del Strogg y verás como el ácido produce un agujero en el suelo.
- Voss Stroggificado. Tienes que pasar por unos láseres para que te identifiquen como Strogg y así poder desactivar las defensas de una zona, pero cuando entras en la siguiente sala, ves la cara de Voss y te dice que te vayas, que no puede controlarse más, se echa para atrás el zum y ves que es un Strogg gigante, con pistola de materia oscura incluida. En el combate le debes quitar el escudo y se acoplará a un tubo eléctrico para recargarse; en este punto hay que atacarle. Voss enviará Stroggs débiles para distraerte mientras se recarga. Tiene 1500 puntos de salud y 1000 puntos de escudo.
- Defensor de la Última Torre Es probablemente el más cansino ya que primero, sale del suelo y se va volando (es ahí donde consigues la mejora del híperblaster). Después, cuando bajas en ascensor, te salta encima y te das un golpe, más tarde subes a un edificio en ruinas para encontrártelo por todo y te va disparando, Finalmente, subes al tejado de una torre y luchas contra él; al vencerle, puedes activar la última torre, para así poder ir a por el Makkron. Tiene 6000 puntos de salud.
- Makkron y el nexo. Es el último combate; antes de entrar hay vida y munición. Coge toda la que puedas y recarga todas las armas. Al entrar, el Makkron te atacará. Tiene clavos, materia oscura, granadas, cohetes, etc. y, además, un arma especial: granadas de materia oscura. Tiene 2000 puntos de salud. Al vencerlo, un rayo de materia oscura saldrá de cuatro pilares y le revivirá. Tiene 4000 puntos de salud. Véncelo otra vez y verás el nexo. La sala se llenará de enemigos. Sube por los teletransportadores y dispara misiles al tubo que hay arriba, así desaparecerá la protección. Dispara al nexo (el cerebro) y al final saldrá un video en el que explota y celebras la victoria con tus compañeros; después de la celebración, se te encomendará una nueva misión.